# Треммери, Лидия Альбертовна
Лидия Альбертовна Треммери (фр. Lydia Maria Vera Tremmery; 27 февраля 1946, Гент, Бельгия — 14 июля 1996, Киев) — украинская художница бельгийского происхождения, пастелист и литографист. Член Национального союза художников Украины (с 1980). Почётный гражданин Королевства Бельгия.

## Биография и творческое становление
Лидия Треммери родилась 27 февраля 1946 года в городе Генте, Бельгия. Её родители познакомились в годы Второй мировой войны на немецком локомотивном заводе, где оба работали по принуждению. Альберт Франсуа Треммери был бельгийским военнопленным, а мать, Мария Юшкевич — украинка-остарбайтер, угнанная из Киева. После войны семья жила в Бельгии вплоть до 1965 года. Лидия росла в среде, пропитанной духом Фландрии и её культурными традициями. В 1963 году поступила в Королевскую Академию изящных искусств Гента.
Все послевоенное время украинская бабушка Лидии, Берта Вулинская, сбежавшая от расстрелов в Бабьем Яру, разыскивала свою дочь через объявления в зарубежной газете «Голос Родины». Таким образом Мария Юшкевич узнала, что её мать жива. В 1963 году семья Треммери впервые посетила Киев, а затем было принято решение переехать в советскую Украину. В 1965 году, после двух лет ходатайств, было получено разрешение на воссоединение семьи в Киеве. Так начался «советский период» в жизни 19-летней Лидии.  Художественное образование Л. Треммери продолжила в непривычных для неё советских условиях, изучая с переводчиками русский язык. В 1966 году она поступила на факультет графики Киевского художественного института (нынче НАОМА) , который закончила в 1973 году  (профессоры: Василий Касиян, Василий Чебаник).
В 1970 году  Лидия родила дочь Елену. Тему счастливого материнства, радость беззаботного пребывания на природе, игр и физических упражнений художница плодотворно развивала в своем творчестве. Работы активно экспонировались на ежегодных республиканский и всесоюзных молодёжных выставках эстампов. На протяжении всего творческого периода Лидия работала художником-иллюстратором детских книжек, преимущественно в издательстве «Веселка»: «Качка-дивачка» Яна Бжехви (укр),, «Папужка і метелик» Бориса Апрілова (укр) и другие. Среди иллюстраций выделяются гравюры, созданные по мотивам романа Шарля де Костера «Легенда о Тиле Уленшпигеле». Одна из семи гравюр, «На палубе», экспонируется в Луганском областном художественном музее.

### Выставочная деятельность
- 1973 год — Республиканская выставка «Этюды» (Рига)
- 1975 год — выставка «Женский портрет»
- 1976 год — Республиканская выставка книги
- 1976 год — выставка «Эстамп»
- 1977 год — Республиканская выставка молодых художников
- 1978 год — женская выставка СХУ
- 1980 год — женская выставка СХУ
- 1980 год — Республиканская выставка «Эстамп»
- 1980 год — Республиканская выставка молодых художников
- 1982 год — Всесоюзная выставка «Эстамп»
- 1982 год — Республиканская выставка «Эстамп»
- 1983 год — групповая творческая выставка СХУ

В 1980 году Л. А. Треммери становится членом Союза художников УССР (СХУ). С 1980 года Лидия Альбертовна начинает создавать работы в технике литографии.
В 1985 году в выставочном зале Союза художников (Киев) открывается групповая выставка творчества пяти художников. Кроме Лидии Треммери свои работы выставили художники-графики Наталья Владимировна Болдырева, Наталья Владимировна Левчишина, Оксана Леонтьевна Лысенко и Юрий Григорьевич Логвин. Л. А. Треммери представила 4 литографии: «В интерьере», «Ню», «Зелёное яблоко» и «Игра с Луной». Некоторые её работы с обнаженными фигурами не понравились выставочной комиссии СХУ, и ей предложили их снять. Однако художница проявила характер и отстояла свою позицию, обосновывая свое восхищение «ню» избранным ею направлением и стилистикой постимпрессионистов и, в частности, фовистов. После этого путь на выставки для неё были закрыт, ведь партийная номенклатура определила её искусство как «буржуазное», «не советское». Однако художница, оказавшись в условиях «андеграунда», не изменила себе и продолжала творить свободно, по собственному выбору. Станковые листы Л. Треммери, насыщенные цветом, абстрактными и экспрессивными формами, отвечали эмоциональному и духовному состоянию художницы.
В 1986 году, через месяц после катастрофы на Чернобыльской АЭС, у Л. Треммери диагностировали онкозаболевание, началась изнурительная борьба за выживание. Ценность любого момента, радость дарованной, но мимолетной жизни художница воспроизводила в разноцветных листах пастелей  и литографий.  Жизнеутверждающие композиции нашли признание в стране, где прошла её молодость. В 1989 году галереи Гента охотно приняли десяток эстампов, которые были успешно распроданы. По возвращении из Бельгии, художница создает "женскую" серию пастелей: "Женщина с кошкой", "Женщина с кактусом", "Женщина с собакой", а также два десятка эскизов будущих картин. Но в 1993 году от инсульта умирает её муж Д. Божко, печатник Художественного фонда, и все созданные с 1991 года пастели остаются единичными творениями.
Лидия Треммери скончалась 14 июля 1996 года в возрасте 50 лет, похоронена в Киеве на кладбище «Вита-Почтова».

## Творческое наследие
За всю свою творческую карьеру Лидия Треммери создала около 100 произведений искусства, среди которых рисунки, пастели, линогравюры и литографии. Кроме основных творческих работ, в наследие Лидии Треммери входят иллюстрации к детским книгам, а также линогравюры, выполненные по заказу Художественного фонда. Это сюжеты из известных сказок и натюрморты, в которых художница передавала тонкий флёр фламандского искусства. В 1980-х годах Лидия Альбертовна Треммери была внесена в Единый реестр профессиональных художников. Её коллекция из 20 литографий хранится в Национальном художественном музее Украины в Киеве.
В 1992 году Чрезвычайный и Полномочный Посол Королевства Бельгии Ингеборг Кристофферсен присвоила Лидии Треммери звание «Почётный гражданин Королевства Бельгии» .
В том же 1992 году, 24 апреля, в газете «Het Volk» (Гент) вышла статья журналиста Джимми Мартенса (Jimmy Martens) «про художницу родом из Бельгии, которая вот уже 27 лет живёт в Украине и создает удивительные картины».
В 2000 году в галерее «Колта», что на ул. Костельной в Киеве, открылась посмертная персональная выставка Лидии Треммери. На ней посетители смогли впервые увидеть все литографии художницы и 7 пастелей.
В 2009 году прошла выставка работ художницы в галерее «Берва» (Киев) под патронатом Посольства Королевства Бельгия на Украине.
В 2016 году  в галерее «Локация» (Киев) состоялась выставка «Неизвестная пастель Лидии Треммери». Были представлены 29 пастельных эскизов, набросков, которые сегодня являются полноценными работами.
6 сентября 2017 года в Ивано-Франковске состоялась презентация книги-каталога «Лидия Треммери», автор — искусствовед Владимир Баран Презентация прошла в выставочном зале Национального Союза Художников Украины при участии дочки Лидии, Елены Треммери. По словам дочери, её мама «никогда не хотела подчиняться правилам. В работе совмещала сразу две техники — пастель и печать, технику литографии...» В своей рецензии к книге Владимир Качкан написал на укр.: "… Её живопись тонко, но все-таки сочеталась с традициями украинской классической и европейских модерновых новаторских школ и течений. Произведения Лидии Треммери — достаточно современные, они воспитывают, заставляют задумываться не столько над изображением внешности человека, сколько его, собственно, сущностью и назначением во времени."